# Ель-Сотільйо (Гвадалахара)
Ель-Сотільйо (ісп. El Sotillo) — муніципалітет в Іспанії, у складі автономної спільноти Кастилія-Ла-Манча, у провінції Гвадалахара. Населення — 51 особа (2010).
Муніципалітет розташований на відстані близько 100 км на північний схід від Мадрида, 55 км на північний схід від Гвадалахари.

## Демографія
Динаміка населення (INE ):

## Галерея зображень

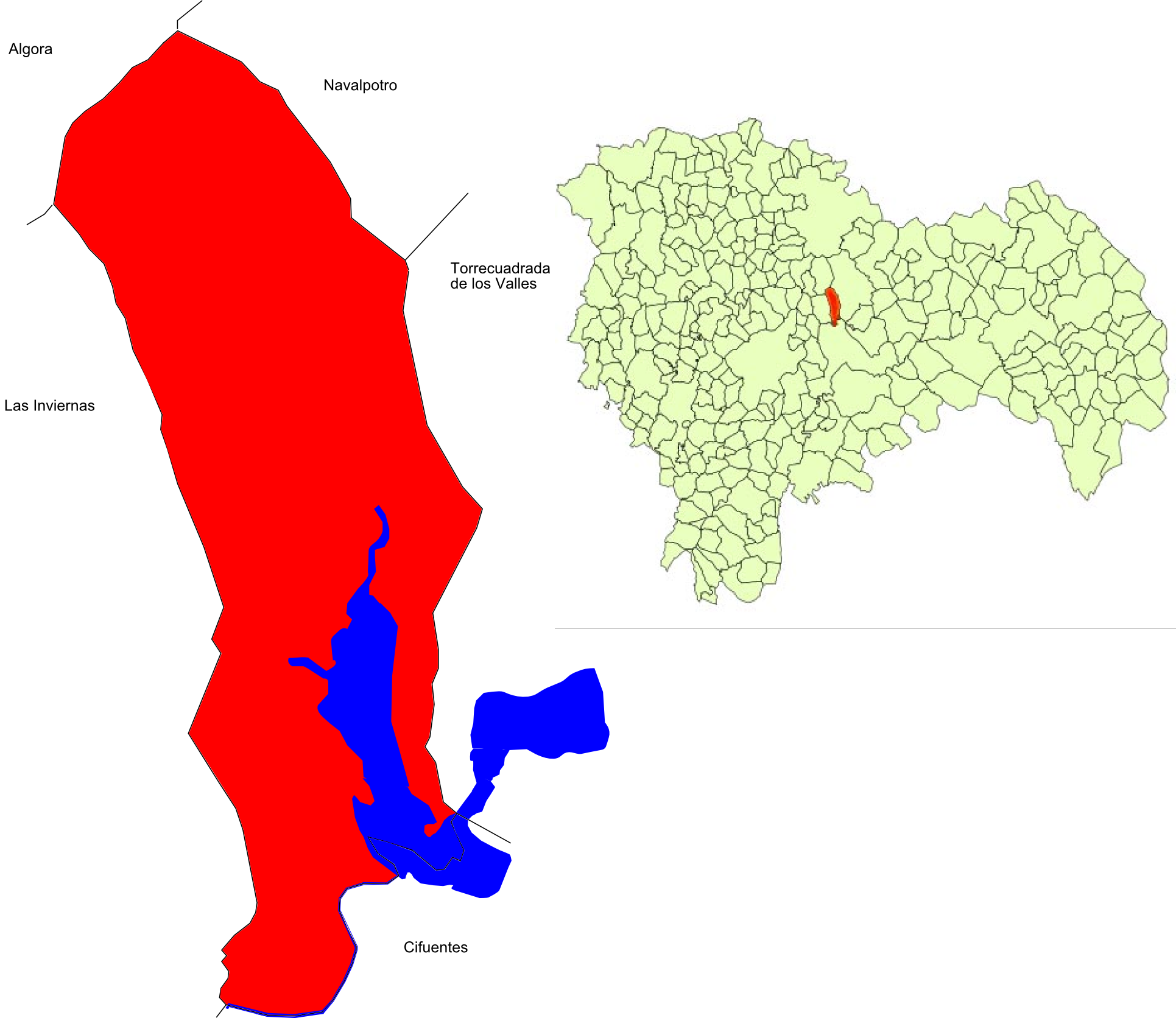
Розташування муніципалітету у провінції Гвадалахара